# Flocksparris
Flocksparris (Asparagus umbellatus) är en art i familjen sparrisväxter och förekommer naturligt på Kanarieöarna och på Madeira. Arten odlas som rumsväxt i Sverige och används ibland som snittgrönt i buketter.

## Underarter
Arten är mångformig och två underarter kan urskiljas:
- subsp. umbellatus - förekommer på Kanarieöarna.
- subsp. lowei - förekommer på Madeira.

## Synonymer
subsp. umbellatus
Asparagus umbellatus var. flavescens Svent.
subsp. lowei (Kunth) Valdés
Asparagus lowei Kunth